# Fernando Caruso
Fernando de Oliveira Caruso (Rio de Janeiro, 24 de março de 1981) é ator, humorista, diretor, dublador e autor de teatro brasileiro.

## Biografia
Filho do cartunista Chico Caruso, é um dos criadores e participantes do espetáculo de improvisação Z.É. Zenas Emprovisadas, fenômeno de público no Rio de Janeiro que conquistou o prêmio Shell de Teatro em 2004. É também um dos quatro integrantes do Comédia em Pé, espetáculo de comédia stand-up do Rio de Janeiro.
Em televisão atuou nos especiais Correndo Atrás e Brava Gente, da TV Globo. Também participou dos programas Zorra Total e Os Normais, além das telenovelas O Clone e Malhação. É o apresentador do programa do Multishow De Cara Limpa e também escreve e estrela o programa de humor Estranhamente, que retrata esquetes de humor baseados em diferentes situações, sejam elas reais ou surreais.
Na internet, Caruso é participante recorrente do Podcast Melhores do Mundo e membro fixo do Podcrastinadores.
Formado em Publicidade e Propaganda pela PUC-Rio em 2003, desde cedo se dedicou a área artística. Fez cursos como assistente de direção no Teatro O Tablado, curso de improvisação, curso de vídeo e ciclo de leitura.
Em seu currículo constam mais de 15 peças, duas das quais já lhe renderam prêmios: por seu trabalho em "Z.É. - Zenas Emprovisadas" e pelo texto e atuação na esquete "Dois Fantasmas", todos no ano de 2004.
Em 2012, apresentou-se em Portugal. Casou-se em 2014 com Mariana Cabral.
Mariana Cabral, por causa da pandemia de Coronavírus, ajudou Caruso a trabalhar na temporada 2020 de Zorra, a maioria das cenas da temporada foram gravadas em casa

## Saúde
Fernando Caruso é portador de exoftalmia, doença que faz os olhos aparentarem saltados para fora das órbitas.

## Filmografia

### Na televisão
| Ano     | Título                      | Personagem                      | Ref                                   |
| ------- | --------------------------- | ------------------------------- | ------------------------------------- |
| 2000    | Malhação                    | Teodoro Farias " Théo "         |                                       |
| 2001    | O Clone                     | Caleb                           | Participação                          |
| 2003    | Zorra Total                 | Boquinha                        | [ 1 ]                                 |
| 2003    | Xuxa no Mundo da Imaginação | Carlos                          |                                       |
| 2004    | A Diarista                  | Coveiro                         | Episódio: "Réquiem Para uma Diarista" |
| 2004    | Da Cor do Pecado            | Pretendente gago de Verinha     | Participação especial                 |
| 2004    | A Diarista                  | Valdemilson Sobradino (Valdino) |                                       |
| 2004–05 | Correndo Atrás              | Ivan Machado                    |                                       |
| 2005    | Carga Pesada                | Dono da funerária               |                                       |
| 2006    | Sob Nova Direção            | Ubirajara França                | Episódio: "Pagando o Micro"           |
| 2008    | TV Xuxa                     | Ele mesmo                       |                                       |
| 2009    | Zorra Total 10 Anos         | Vários personagens              |                                       |
| 2009    | Aline                       | Wallace                         |                                       |
| 2010–13 | De Cara Limpa               | Apresentador                    |                                       |
| 2010    | As Cariocas                 | Ivan                            | Episódio: "A Internauta da Mangueira" |
| 2011    | Muito Giro                  | Apresentador                    |                                       |
| 2011    | Os Buchas                   | Discípulo de Batista            |                                       |
| 2011    | Ed Mort                     | Ed Mort                         |                                       |
| 2012    | Estranhamente               | Vários personagens              |                                       |
| 2013–15 | Vai que Cola                | Wilson (Seu Wilson)             | [ 1 ]                                 |
| 2015    | Treme Treme                 | Gilmar                          |                                       |
| 2016–20 | Zorra                       | Vários personagens              |                                       |
| 2022–23 | Cara e Coragem              | Detetive Paulo                  |                                       |
| 2022    | Turma da Mônica - A Série   | Feitosa Araújo (Capitão Feio)   |                                       |

### No cinema
| Ano  | Título                            | Personagem                |
| ---- | --------------------------------- | ------------------------- |
| 2006 | Irma Vap - O Retorno              | Henrique D'Ávila          |
| 2009 | Rua dos Bobos                     | Pedreiro                  |
| 2013 | Odeio o Dia dos Namorados         | Fred                      |
| 2015 | Vai Que Cola - O Filme            | Wilson (Seu Wilson)       |
| 2017 | Doidas e Santas                   | Xamã Silberiano           |
| 2020 | Não Vamos Pagar Nada              | Policial civil            |
| 2023 | Nas Ondas da Fé                   | Nando (O Negociador)      |
| 2024 | Mallandro, o Errado Que Deu Certo | Coach Espiritual Fabrízio |

2016 .  Pelé, la naissance d'une légende . Zito

### Na Internet
| Ano           | Título                     | Cargo/Personagem | Plataforma |
| ------------- | -------------------------- | ---------------- | ---------- |
| 2016          | Podcast Podcrastinadores   | Membro Fixo      |            |
| 2016          | Podcast Melhores do Mundo  |                  |            |
| 2017–presente | Caverna do Caruso          | Apresentador     | YouTube    |
| 2019          | Gambiarra: o HD de Espadas | Pastor Carvalho  | Youtube    |

## Dublagem

### No cinema
| Ano  | Título               | Personagem                |
| ---- | -------------------- | ------------------------- |
| 2013 | Bons de Bico         | Bola                      |
| 2015 | Minions              | Homem vestido de Scarlett |
| 2016 | Angry Birds: O Filme | Mimico                    |
| 2017 | Emoji: O Filme       | Cavalo de Tróia           |

### Na Internet
| Ano  | Título                 | Personagem |
| ---- | ---------------------- | ---------- |
| 2015 | Juninho Play e Família | Shade      |

## Prêmios e indicações
| Ano  | Premiação                 | Categoria          | Trabalho             | Resultado |
| ---- | ------------------------- | ------------------ | -------------------- | --------- |
| 2024 | Prêmio Prio do Humor - RJ | Melhor Performance | O Jovem Frankenstein | Indicado  |